# Wilhelm Faber (Geistlicher, 1845)

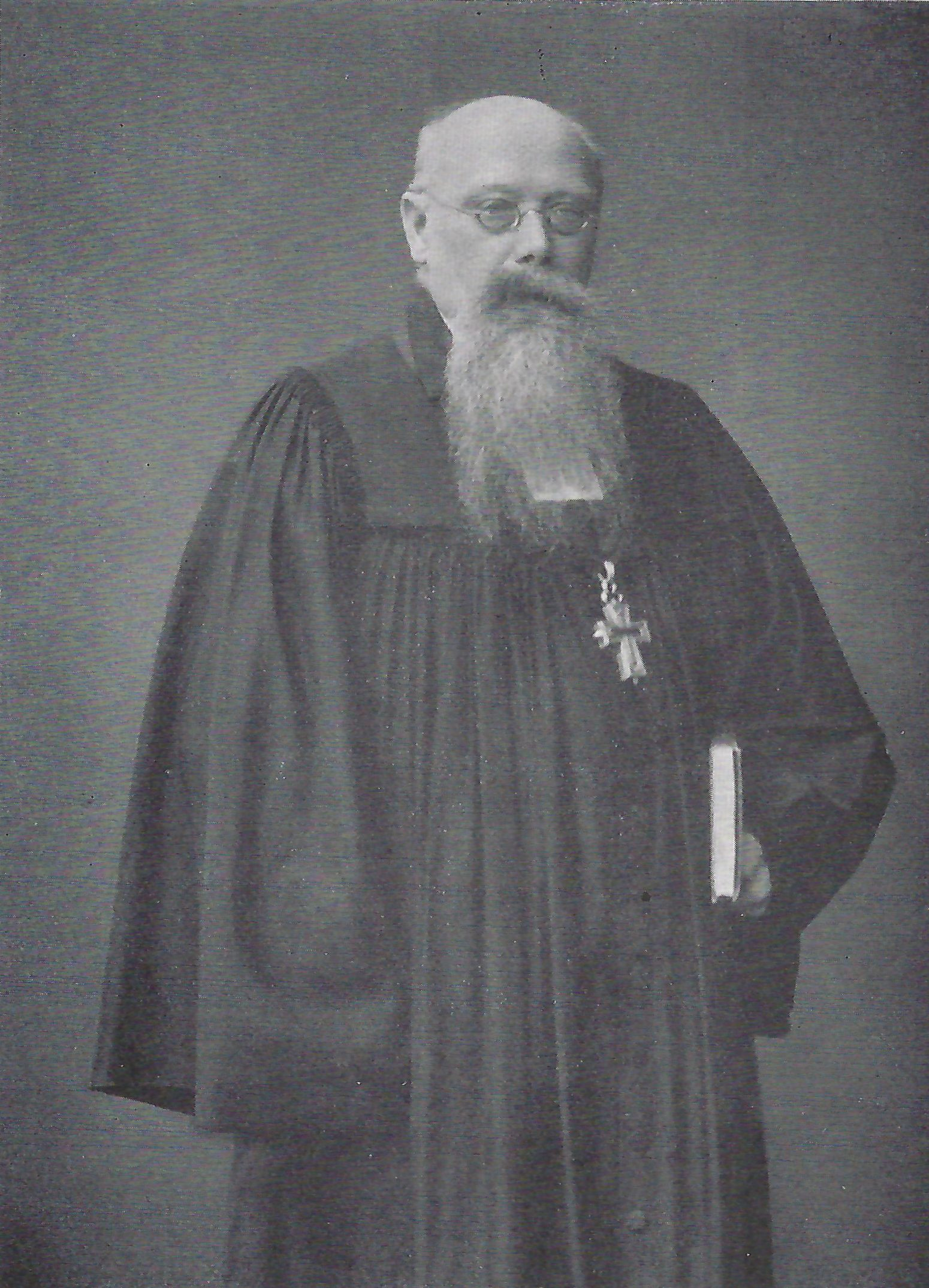
Wilhelm Faber

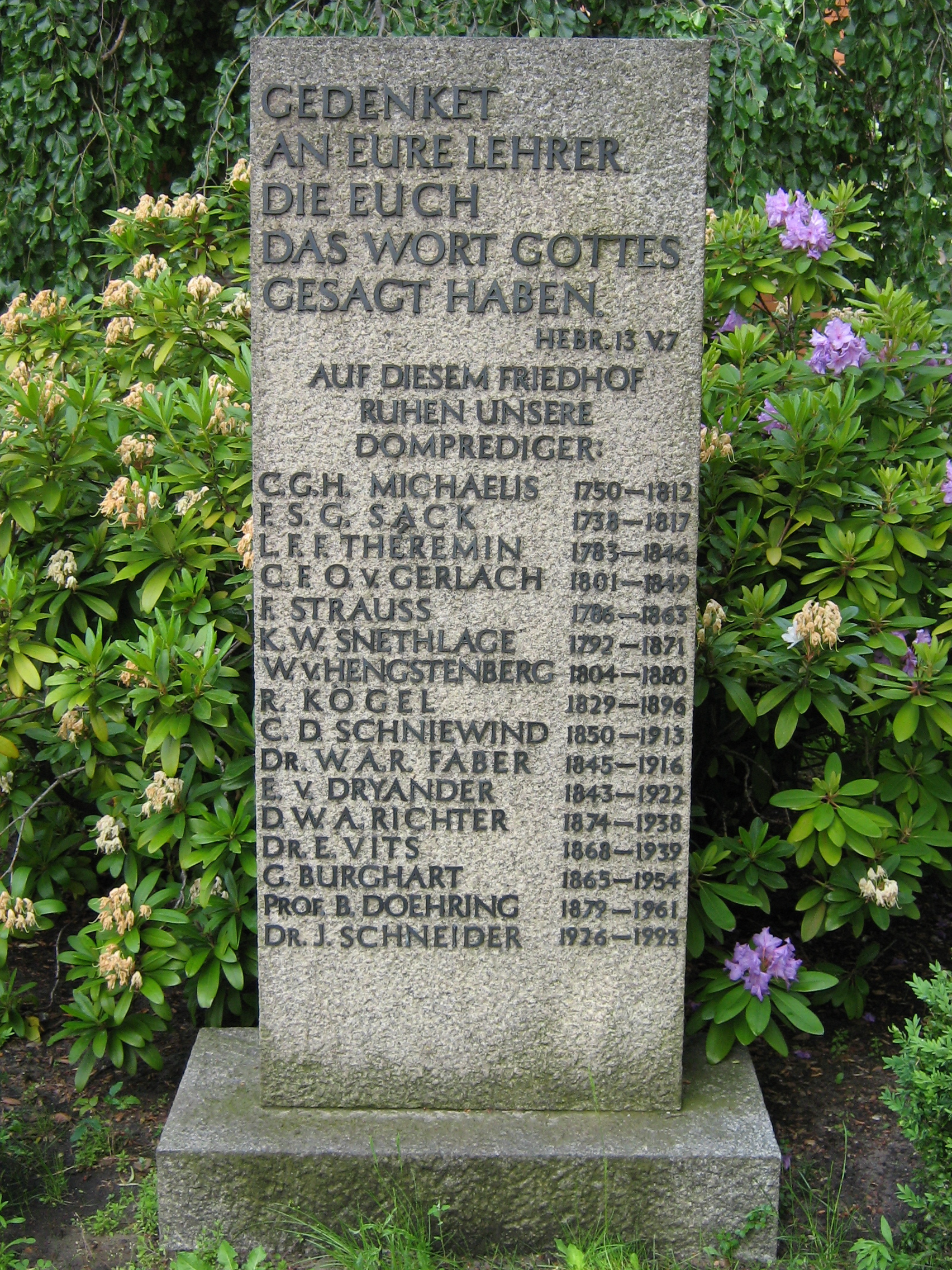
Gedenkstein auf dem Berliner Domfriedhof II

Wilhelm Adolf Reinhold Faber (* 3. Dezember 1845 in Gehrenrode; † 7. Februar 1916 in Ilsenburg) war ein deutscher evangelischer Theologe. Er war von 1893 bis 1911 Generalsuperintendent für Berlin.

## Leben
Faber kam in Gehrenrode, heute ein Stadtteil von Bad Gandersheim, als Sohn eines Pfarrers zur Welt. Er besuchte die Große Schule in Wolfenbüttel und studierte anschließend von 1864 bis 1867 Theologie in Halle, Göttingen und Erlangen. Er war danach einige Zeit in Hedeper im Landkreis Wolfenbüttel als Hilfsprediger tätig, bevor er 1871 Pastor in Mansfeld wurde. Hier stieg er 1880 zum Superintendenten auf. Im Jahre 1882 wurde er Superintendent in Bitterfeld. Er wechselte 1885 als Erster Pfarrer nach Magdeburg an die St.-Johannis-Gemeinde, wo er 1888 auch zum Superintendenten berufen wurde.
Faber ging 1891 als Dritter Hof- und Domprediger nach Berlin und übernahm 1893 die dortige Generalsuperintendentur als Nachfolger von Bruno Brückner. Faber hielt am 2. Oktober 1892 die letzte Predigt im alten Berliner Dom, bevor dieser abgerissen wurde. Er wurde 1894 Zweiter Hof- und Domprediger und 1898 Wirklicher Oberkonsistorialrat und Propst von St. Nikolai und St. Marien in Berlin. Ferner war er Propst des Klosters Heiligengrabe und Domherr in Brandenburg. Er war von 1904 bis 1916 Mitglied des Preußischen Herrenhauses. Faber wurde zum 1. Oktober 1911 emeritiert. Er starb 1916 in Ilsenburg und wurde auf dem Domfriedhof in Berlin bestattet.

## Schriften
Faber war als Kanzelredner berühmt. Zahlreiche seiner Predigten wurden publiziert.
- Wartburg und Kyffhäuser. Festpredigten und Festreden aus besonderen kirchlichen und patriotischen Anlässen, Magdeburg, 1891.
- Licht und Heil, Predigten, 1896.
- Jerusalem und Vineta: Predigten über freie epistolische Schriftworte, 1897.